# Metaphysik (Aristoteles)

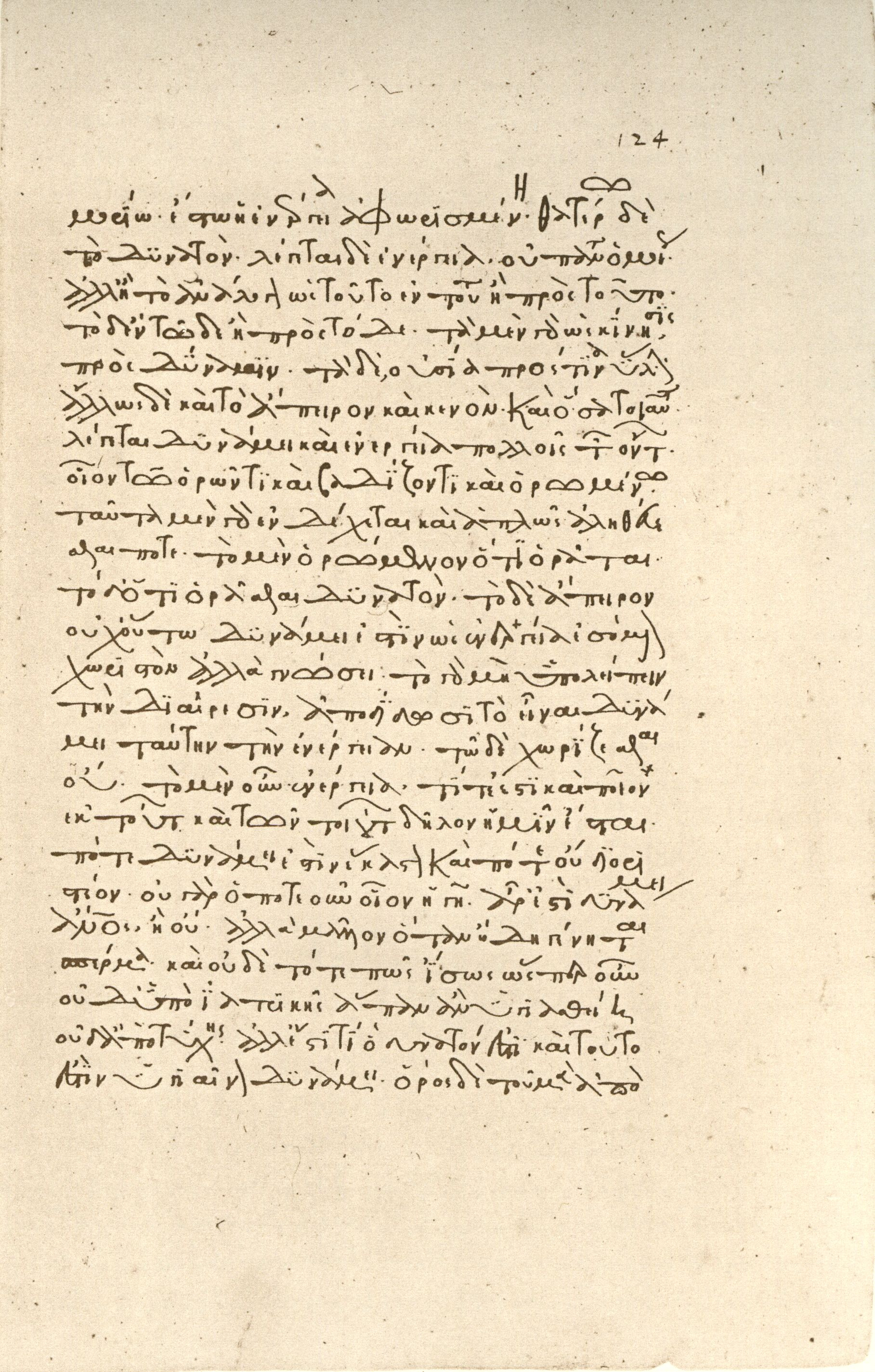
Die Metaphysik in der 1311/1321 geschriebenen Handschrift Rom, Biblioteca Apostolica Vaticana, Vaticanus graecus 256, fol. 124r

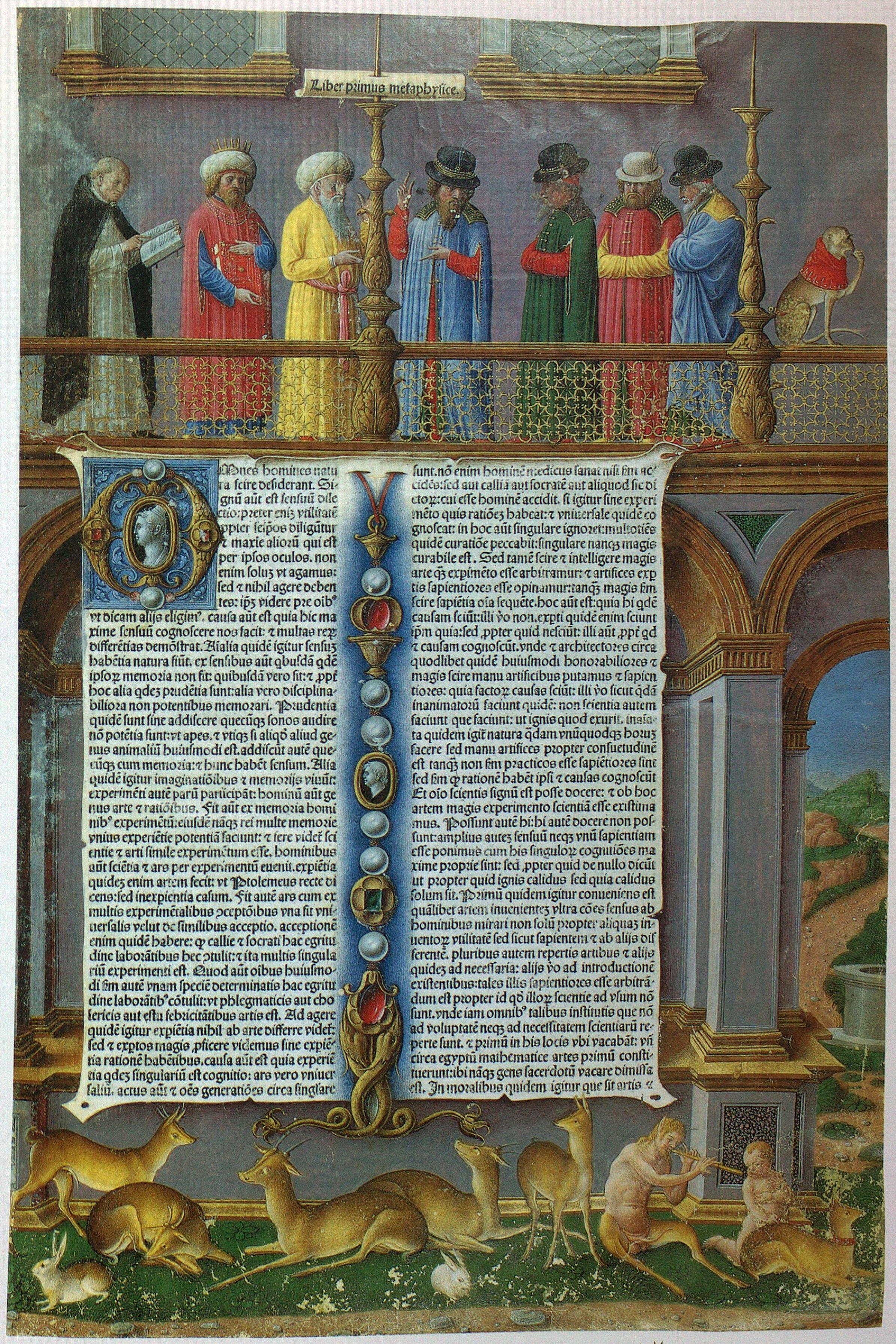
Der Anfang der Metaphysik in lateinischer Übersetzung in einer mit handgemalten Miniaturen geschmückten Inkunabel aus dem Jahr 1483. Die Buchmalerei zeigt oben auf einem Balkon Philosophen im Gespräch; daneben rechts als Gegenpol ein Affe. New York, Morgan Library & Museum, 21194-21195, Band 2, fol. 1r.

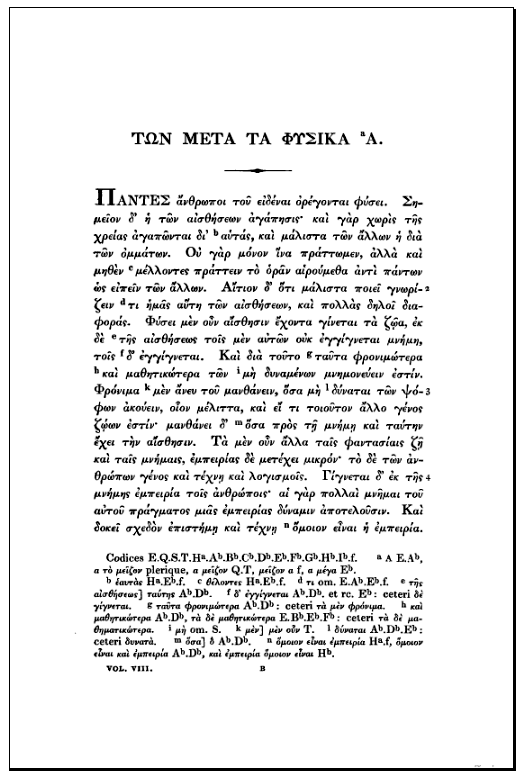
Die erste Seite der Metaphysik in der Ausgabe von Immanuel Bekker, 1837

Die Metaphysik (altgriechisch τὰ μετὰ τὰ φυσικά ta metá ta physiká, deutsch ‚Das hinter, neben der Physik‘) ist eine Sammlung von Texten des Aristoteles zur Ontologie.

## Entstehung und Bedeutung des Titels
Die Bezeichnung selbst stammt nicht von Aristoteles, sondern geht möglicherweise auf Andronikos von Rhodos zurück, der im 1. Jahrhundert v. Chr. die Werke des Aristoteles in einem Keller von Strabon auffand, wo sie etwa 200 Jahre lang gelagert hatten, und sich um eine Ordnung der Schriften bemühte; es entstand eine Kompilation, die im Grunde genommen eine Art Verlegenheitslösung für eine Gruppe von Abhandlungen ist, die bei der Neuordnung der Schriften übrig blieben und sich schlecht einordnen ließen; Andronikos fügte sie hinter denen über die Physik ein, so dass der Name zunächst eine räumliche, bibliothekarische Bedeutung hatte. Das Werk ist aus mehreren Teilstücken zusammengefasst und hat einem Teilgebiet der Philosophie, der Metaphysik, seinen Namen gegeben. Aristoteles bestimmte den Gegenstand wie folgt:

„Es gibt eine Wissenschaft, welche das Seiende als Seiendes untersucht und das demselben an sich Zukommende. Diese Wissenschaft ist mit keiner der einzelnen Wissenschaften identisch; denn keine der übrigen Wissenschaften handelt allgemein vom Seienden als Seienden, sondern sie grenzen sich einen Teil des Seienden ab und untersuchen die für diesen sich ergebenden Bestimmungen, wie z. B. die mathematischen Wissenschaften. Indem wir nun die Prinzipien und höchsten Ursachen suchen, ist offenbar, dass diese notwendig Ursachen einer gewissen Natur an sich sein müssen.“

Während die Einzelwissenschaften sich mit den ihnen je eigenen Gegenständen befassen, ist es Aufgabe der Grundlagenwissenschaft, nach den ersten Prinzipien und Ursachen zu fragen und hierzu Klärungen zur Verfügung zu stellen.

„Denn wie die Zahl als Zahl besondere Eigenschaften hat, z. B. Ungeradheit und Geradheit, Verhältnis und Gleichheit, Übermaß und Mangel, was den Zahlen sowohl an sich als in Beziehung auf einander zukommt; und ebenso das Solide, das Unbewegte und das Bewegte, das Schwerelose und das Schwere andere Eigenschaften hat: ebenso hat auch das Seiende als solches gewisse eigentümliche Merkmale, und sie sind es, hinsichtlich deren der Philosoph die Wahrheit zu erforschen hat.“

Unter der Sammelbezeichnung Metaphysik haben Aristoteles’ Schüler, vermutlich der Peripatetiker Andronikos von Rhodos im 1. Jahrhundert v. Chr., unterschiedliche, zum Teil unabhängige Schriften in 14 Büchern zusammengefasst. Der Titel, so eine verbreitete, jedoch veraltete Theorie, bezeichne daher schlicht die Position in dieser Edition: Die Bücher, die der Physik nachgeordnet sind. Aristoteles selbst nannte den Gegenstand seiner Wissenschaft „Erste Philosophie“ (πρώτη φιλοσοφία protē philosophia) oder auch „Theologische Wissenschaft“ (ἐπιστήμη epistēmē theologikē). Neuere Forschungen vertreten die Auffassung, dass der Name schon vor Andronikos, möglicherweise bereits im frühen Peripatos inhaltlich verwendet wurde, weil der Gegenstand sich auf das bezieht, was hinter den Dingen steht, auf den ersten Urgrund. Diese Auffassung findet sich schon bei Alexander von Aphrodisias, einem frühen Aristoteles-Kommentator.

## Übersicht über den Inhalt
Die in der Metaphysik zusammengefassten Texte haben zum Teil einen sehr unterschiedlichen Charakter und sind nur in geringem Umfang miteinander verknüpft. Dennoch ist ihre Zusammenfassung zu einem Gesamtwerk sinnvoll, weil sie alle das gemeinsame Thema, die Untersuchung des Seienden als Seiendes, in einer Ersten Philosophie zum Gegenstand haben. Die verschiedenen Lehrtexte des Aristoteles, die selbst keine Titel haben, sind über einen langen Zeitraum entstanden und befassen sich mit dem einheitlichen Thema aus verschiedenen Blickwinkeln.
Die ersten sechs Bücher haben einen einleitenden Charakter und dienen als Hinführung zum Thema, in der
- die Frage aus philosophiehistorischer Sicht betrachtet wird (Buch I und II),
- grundsätzlich zu behandelnde Fragen aufgeworfen werden (Buch III),
- erkenntnistheoretische Vorüberlegungen abgehandelt werden (Buch IV),
- die grundlegenden Begriffe inhaltlich bestimmt werden (Buch V),
- eine Abgrenzung zu anderen Wissenschaften  getroffen wird (Buch VI).

Die Bücher VII bis IX bilden den ersten Hauptteil. Sie werden üblicherweise als Substanzbücher bezeichnet. In diesen untersucht Aristoteles die Substanz als Seins- und Erklärungsgrund alles Seienden. Nach der erst in der Neuzeit von Christian Wolff eingeführten Strukturierung der Metaphysik wird in diesen Texten die Ontologie des Aristoteles als allgemeine Metaphysik behandelt. Dabei spielt die Unterscheidung von Materie und Form einer Substanz eine wesentliche Rolle. Des Weiteren wird das Verhältnis von Wirklichkeit und Möglichkeit (Akt und Potenz) einer Substanz einer gesonderten Betrachtung unterzogen.
Das X. Buch über das „Eine“ kann man als Vertiefung und Ergänzung der Ontologie betrachten. Demgegenüber ist das XI. Buch in der Gliederung ein Fremdkörper, der in kürzerer Form bereits Abgehandeltes und teils auch erst Folgendes beinhaltet. Es ist daher als eine Art Kurzskript der gesamten Thematik, möglicherweise von einem Schüler als Mitschrift verfasst, aufgefasst worden.
Das zweite große Hauptstück ist das XII. Buch. Hier untersuchte Aristoteles das Seiende vor allem in Hinblick auf seinen Ursprung und weniger auf seine Seinsweisen. Das Ergebnis ist eine Kosmologie und natürliche Theologie, in der Einteilung von Christian Wolff also eine spezielle Metaphysik, in der Gott als unbewegter Beweger der Grund alles Seienden ist. Das dritte Thema der speziellen Metaphysik nach Wolff, die Seele, findet sich bei Aristoteles nicht in den Schriften zur Metaphysik, sondern in dem gesonderten Werk De anima.
Die beiden letzten Bücher XIII und XIV kann man wieder als Vertiefung des Gesamtthemas ansehen, in der abstrakte Entitäten, also Ideen und vor allem die Mathematik ontologisch betrachtet werden, wobei Aristoteles dort auch seine Kritik an Platon und den Pythagoreern wiederholte.
| Nr.  | Buch | Spalten               | Gegenstand/(Abschnitte) Themen |
| ---- | ---- | --------------------- | --- |
| I    | A    | 980 a 21 – 993 a 27   | Philosophiegeschichte (1–3) Einführung, darin das Staunen (4–10) Zur Geschichte der Philosophie, Lehre von den vier Ursachen (9) Kritik an Platons Ideenlehre |
| II   | α    | 993 a 30 – 995 a 20   | Einführung in das Studium der Philosophie (Fragment eines gesonderten Textes)                                                                                 |
| III  | B    | 995 a 24 – 1003 a 16  | Das Aporienbuch Aporien als Ausgangspunkt der Philosophie |
| IV   | Γ    | 1003 a 21 – 1012 b 30 | Über das Seiende (1) Philosophie als Wissenschaft vom Seienden (2) Die mehrfache Bedeutung des Seienden (3–8) Der Satz vom Widerspruch                        |
| V    | Δ    | 1012 b 34 – 1025 a 34 | Lexikon philosophischer Begriffe (Unabhängig vom übrigen Text)                                                                                                |
| VI   | E    | 1025 b 3 – 1028 a 5   | Wissenschaften (1) Einteilung der Wissenschaften (2–4) Die Akzidenzien                                                                                        |
| VII  | Z    | 1028 a 10 – 1041 b 33 | Über die Substanz (ousia) (erstes Substanz-Buch) |
| VIII | H    | 1042 a 3 – 1045 b 24  | Die sinnlich erfassbare Substanz (zweites Substanz-Buch) |
| IX   | Θ    | 1045 b 27 – 1052 a 12 | Modalitäten der Substanz (drittes Substanz-Buch) (1–5) Möglichkeit (dynamis) (6–9) Wirklichkeit (energeia) (10) Wahrheit                                      |
| X    | I    | 1052 a 15 – 1059 a 15 | Über das Eine (to hen) |
| XI   | K    | 1059 a 18 – 1069 a 10 | Probleme der Philosophie (1–7) Erste Philosophie (8–12) Naturphilosophie                                                                                      |
| XII  | Λ    | 1069 a 18 – 1076 a 4  | Philosophische Theologie (1–5) Sinnlich wahrnehmbare/vergängliche Substanz (6–10) Unvergängliche Substanz (unbewegter Beweger)                                |
| XIII | M    | 1076 a 8 – 1087 a 25  | Mathematik (1) Über Ideen und Zahlen |
| XIV  | N    | 1087 a 29 – 1093 b 29 | Mathematik (2) Über die Pythagoreer und Platon |

## Das Programm derMetaphysik

### Historischer Zugang
Die Begründung des Programmes der ersten Philosophie findet sich in den beiden ersten Abschnitten des ersten Buches der Metaphysik, das wie eine Einleitung zu einem größeren Werk geschrieben ist. Zunächst stellte Aristoteles fest:

„Alle Menschen streben von Natur aus nach Wissen.“

Die ersten Erkenntnisse zieht der Mensch aus der Wahrnehmung, wobei das Sehen eine herausragende Rolle spielt. Darüber hinaus hat der Mensch aus Sicht von Aristoteles im Gegensatz zu anderen Lebewesen die Fähigkeit, aus der Erfahrung zu lernen und diese sogar zu einer Kunst zu entwickeln. Handwerker arbeiten aus Erfahrung und Gewohnheit. Kunst entsteht durch Überlegen, wenn man die Ursachen angeben kann, wodurch etwas hervorgebracht wird. Wissenschaft ist die Anwendung von Kunst auf Fragen, die nicht auf notwendige Bedürfnisse gerichtet sind. So meinte Aristoteles, dass die großen Fortschritte der Ägypter in der Mathematik auf Muße zurückzuführen seien. Weisheit ist „Wissen von gewissen Prinzipien und Ursachen.“ (I 1, 982 a 2 – 3)
Wissenschaft befasst sich grundsätzlich mit dem Allgemeinen, ohne besonderes Wissen vom jeweils Einzelnen. Besonders genau sind Wissenschaften, die sich auf Prinzipien beziehen wie die Geometrie und noch mehr die Arithmetik. Die höchste Wissenschaft jedoch „ist die, welche den Zweck erkennt, weshalb jedes zu tun ist; dies ist aber das Gute für jedes Einzelne und im ganzen das Beste in der gesamten Natur.“ (I 2, 982 b 6 – 10)
Die Philosophiegeschichte zeigt nach Aristoteles, dass diese höchste Wissenschaft eine theoretische Wissenschaft ist.

„Denn Verwunderung war den Menschen jetzt wie vormals der Anfang des Philosophierens, indem sie sich anfangs über das nächstliegende ungeklärte verwunderten, dann allmählich fortschritten und auch über Größeres Fragen aufwarfen, z. B. über die Erscheinungen an dem Mond und der Sonne und den Gestirnen und über die Entstehung des Alls.“

Gegenstand dieser Wissenschaft ist das in höchstem Maß Wissbare und dies ist das Göttliche,

„denn Gott gilt allen für eine Ursache und Prinzip, und diese Wissenschaft möchte wohl allein oder doch am meisten Gott besitzen.“

Auch wenn dies die erste Wissenschaft ist, so ist jedoch der Erkenntnisweg umgekehrt. Er reicht vom Praktischen über die Kunst und die Mathematik zu den ersten Prinzipien. Das Allgemeine ist der Grund des Einzelnen. Es wird jedoch erkannt durch eine schrittweise zunehmende Abstraktion von der Erfahrung. Das höchste Allgemeine ist damit das am weitesten Entfernte von dem Wahrgenommenen.
Als anfängliche Ursachen eines jeden Seienden kamen für Aristoteles vier Aspekte in Betracht
- das Wesen und das Sosein
- der Stoff und das Substrat
- die Ursache für den Anfang der Bewegung
- das Weswegen und das Gute als Ziel aller Entstehung und Bewegung.

Bei der Untersuchung dieser Themen kann nach Aristoteles das Studium der Philosophiegeschichte hilfreich sein. Er gab daher im Folgenden einen Abriss über die Lehren der Vorsokratiker und eine Skizze der Philosophie Platons. Es folgt darauf eine eingehende Kritik. Den Vorsokratikern hielt er vor, dass sie bei der Wahl von konkreten empirischen Gegenständen als Urgrund aufgrund von Beobachtungen in Widersprüche geraten. Vor allem hatten sie nach dem Wesen und Sosein ebenso wenig gefragt wie nach der Ursache aller Bewegung. An der Ideenlehre Platons kritisierte er, dass die Annahme einer eigenständigen Existenz der Ideen mindestens zu einer Verdopplung der Dinge führt, „denn für jedes Einzelne gibt es etwas Gleichnamiges.“ (I 9, 990 b 10 – 11) Aristoteles nannte eine Reihe anderer Argumente gegen die Vorstellung, Ideen könnten Ursache des Seienden sein, unter anderem:

„Ferner ergeben die schärferen Beweise teils Ideen des Relativen, wovon es doch nach unserer Lehre keine Gattung an sich gibt, teils sprechen sie von ‚dem dritten Menschen‘“

„Am meisten aber müsste man wohl in Verlegenheit kommen, wenn man angeben sollte, was denn die Ideen für das Ewige unter dem sinnlich Wahrnehmbaren oder für das Entstehende und Vergehende beitragen;“

„Überhaupt ist es unmöglich die Elemente des Seienden zu finden, wenn man nicht die verschiedenen Bedeutungen, die das Seiende hat, unterscheidet, zumal wenn die Untersuchung auf die Frage geht, aus welcherlei Elementen das Seiende bestehe.“

Mit der Analyse und Kritik seiner Vorgänger hatte Aristoteles den Rahmen und den Anspruch gezeichnet, die er in der ersten Philosophie ausfüllen wollte.
Das zweite Buch der Metaphysik ist eine kurze Motivation für das Studium der Philosophie. Hierzu gehören nach Aristoteles
1. die Anregungen, die aus dem Studium früherer Philosophen gezogen werden, und dass Philosophie eine Theorie der Wahrheit ist,
2. dass es ein oberstes Prinzip, das Gute, gibt und deshalb ein Fortschreiten der Ursachen des Seienden ins Unendliche unmöglich ist,
3. dass Wissenschaft methodisches Vorgehen bedeutet und eine sachgerechte Anpassung der Methoden an den Untersuchungsgegenstand erfordert.

### Grundfragen der Ersten Philosophie
Nach dem historischen Zugang zur Ersten Philosophie formulierte Aristoteles im sogenannten Aporienbuch fünfzehn grundsätzliche Fragen, die den Inhalt der ersten Philosophie systematisch abgrenzen. Ergänzend diskutierte Aristoteles jeweils auch die mit den Fragen verbundenen philosophischen Schwierigkeiten. Die Antworten bleiben zunächst offen. Dennoch sind diese Fragen keine Aporien im strengen Sinn, denn in den folgenden Texten gibt Aristoteles teilweise und ohne direkte Bezugnahme eindeutige Antworten auf die aufgeworfenen Probleme. Die reinen Fragen lauten (nicht wörtlich):
- Gehört die Betrachtung der Gattungen der Ursache einer Wissenschaft oder mehreren an?
- Sollen die Beweisprinzipien als Gegenstand in der Ersten Philosophie behandelt werden?
- Ist die Substanz Gegenstand einer besonderen Wissenschaft oder von mehreren?
- Sind die Akzidenzien ein besonderer Gegenstand?
- Sind die Ideen selbständig, sind sie in den Dingen enthalten oder existiert nur Wahrnehmbares?
- Sind Gattungen Elemente und Prinzipien des Seienden oder sind sie immanente Bestandteile eines Dings?
- Kann man das Eine und das Seiende zur Bestimmung von Artunterschieden verwenden?
- Kann man aus einem Individuellen den Begriff des Unendlichen ableiten?
- Sind Prinzipien der Art nach Eines? Wie können sie dann aber zugleich Teil eines einzelnen Seienden sein?
- Gelten die Prinzipien für das Vergängliche und das Unvergängliche in gleicher Weise?
- Gehören das Eine und das Seiende zum Wesen des einzelnen Dings oder haben sie ein eigenständiges Wesen?
- Sind Zahlen, Körper, Flächen oder Punkte Substanzen?
- Warum ist es überhaupt notwendig von Ideen zu reden?
- Haben die Elemente der Möglichkeit eine eigene Existenz?
- Sind die Prinzipien allgemein oder in der Weise der Einzeldinge?

## Gegenstand und Prinzipien der ersten Philosophie (Buch IV)

### Substanz als Untersuchungsgegenstand
Auch das IV. Buch der Metaphysik hat noch einleitenden Charakter. Nach der allgemeinen Bestimmung der ersten Philosophie als Wissenschaft vom Seienden als Seienden und dem was demselben zukommt, stellte Aristoteles fest:

„Das Seiende wird in mehrfacher Bedeutung ausgesagt, aber immer in Beziehung auf Eines und auf eine einzige Natur und nicht nach bloßer Namensgleichheit (homonym).“

„Denn einiges wird als seiend bezeichnet, weil es Wesen (Substanzen), anderes, weil es Eigenschaften eines Wesens sind, anderes weil’s es der Weg zu einem Wesen oder Untergang oder Beraubung oder Qualität oder das Schaffende und Erzeugende ist für ein Wesen oder für etwas zu ihm Seiendes, oder Negation von etwas unter diesem oder von einem Wesen (deshalb sagen wir ja auch, das Nichtseiende sei nicht-seiend).“

Aristoteles untersuchte hier nochmals die Frage, welche Inhalte zur ersten Philosophie gehören und wie diese von anderen Wissenschaften abzugrenzen ist. Auch unterschiedliche Weisen über das Seiende zu sprechen führen zu dem einen hin, zur Substanz an sich. Die ontologischen Grundlagen zu dieser Betrachtungsweise hatte Aristoteles schon früher in der Kategorienschrift beschrieben, wo er zwischen Substanz und Akzidenzien unterschied. Mit Substanz ist das gemeint, was an einem Gegenstand (Person oder Sache) gleich bleibt, auch wenn dieser sich verändert. Zur Substanz gehören auch solche Eigenschaften, die ihr Wesen ausmachen. Zur Substanz Sokrates gehört beispielsweise, ein Lebewesen zu sein. Solche Wesensmerkmale nannte Aristoteles in der Kategorienschrift zweite Substanz im ‚Gegensatz zu den Akzidenzien, die dem einzelnen Individuum, der ersten Substanz, mehr oder weniger zufällig (kontingent) zukommen. Dass Sokrates eine Höckernase hatte oder weiß war, sind unveränderliche Merkmale eines Individuums. Diese gehören aber nur als Möglichkeit zum Wesen eines Menschen an sich. Darüber hinaus gibt es Eigenschaften, die auch dem Individuum nur als Möglichkeit zukommen wie sitzt, ist in Athen, ist kleiner als oder schlägt oder wird geschlagen. In seiner Metaphysik interessierte sich Aristoteles weniger für die Akzidenzien und deren Verhältnis zur Substanz, sondern dafür, was die Substanz ausmacht, wodurch ihre Identität bestimmt ist. Entsprechend wird im 2. Kapitel des IV. Buchs nochmals der Gegenstand der ersten Wissenschaft charakterisiert:

„Nun sind das Eine und das Seiende identisch und eine Natur, indem sie einander folgen wie Prinzip und Ursache, nicht insofern als sie durch einen Begriff bestimmt würden.“

„da also dem Einen die Vielheit entgegengesetzt ist, so ist auch die Erkenntnis dessen, was den erwähnten Gegenständen entgegengesetzt ist, (nämlich) des Anderen, des Verschiedenen, des Ungleichen und was sonst noch nach diesen oder der Menge und dem Einen genannt wird, Aufgabe der genannten Wissenschaft. Hierzu gehört auch der (konträre) Gegensatz; denn der Gegensatz ist ein Unterschied, der Unterschied eine Verschiedenheit.“

### Prinzipien des Denkens
Der überwiegende Teil des IV. Buches befasst sich mit erkenntnistheoretischen Vorüberlegungen. Phänomene sind Gegenstand der Einzelwissenschaften. Insofern aber Prinzipien dahinter stehen, durch die aus der Vielheit eine Einheit erst entsteht, ist deren Untersuchung Aufgabe der ersten Philosophie. Bereits bei Aristoteles klingt die Frage des Naturalismus an, wie sie im 20. Jahrhundert durch Quine oder Rorty diskutiert wurde, nach denen die Grundlagenfragen Sache der Fachwissenschaften selbst seien. Aristoteles hat hierzu eine klar ablehnende Antwort formuliert:

„Deshalb unternimmt denn auch keiner von denen, die sich einer speziellen Wissenschaft widmen, über diese zu sprechen, ob sie wahr sind oder nicht, weder der Geometer noch der Arithmetiker, ausgenommen einige Physiker. Dass diese es taten, hat seinen guten Grund; denn sie allein glaubten über die ganze Natur und über das Seiende Untersuchungen anzustellen. Da es aber einen Wissenschaftler gibt, der noch über den Physikern steht (denn die Natur ist ja nur eine Gattung des Seienden), so wird diesem, welcher (das Seiende) allgemein und das erste Wesen betrachtet hat, auch die Untersuchung der Axiome zufallen.“

Aristoteles reklamierte im dritten Kapitel also im Rahmen der Untersuchung des Seienden als Seienden auch die Untersuchung der Axiome der Einzelwissenschaften inklusive der Axiome der Mathematik als Aufgabe der ersten Philosophie. Ausgangspunkt soll nach Aristoteles ein Prinzip sein, das jeder notwendig anerkennt, der sich mit Erkenntnis befasst. So formulierte er den Satz vom Widerspruch: „Es ist nämlich unmöglich, dass jemand annehme, dasselbe sei und sei nicht.“ (1005 b, 31)
Dieses Prinzip ist für ihn so grundlegend, dass es allen anderen Axiomen vorausgeht. Aristoteles wehrte sich gegen die Forderung, ein solches Prinzip zu beweisen. Ein solcher Versuch muss in einen unendlichen Regress führen. Als Beweis kann höchstens gelten, dass jeder, der eine Aussage macht, dieses Prinzip bereits verwendet. (Vgl. 1006 a)
Ein zweites grundlegendes, aus dem ersten abgeleitetes Prinzip lautet: „Denn man kann nichts denken, wenn man nichts Eins denkt;“ (1006 b, 15)
Jedes Wort bezeichnet ursprünglich Eines. Wenn man Allgemeinbegriffe zur Bezeichnung von Arten wie „Mensch“ verwendet, so ist es immer möglich, auf die Ebene des Individuums zu kommen, indem man das einzelne Element mit einem Namen bezeichnet. Nähme man an, dass eine Art unendlich viele Elemente enthält, so gäbe es überhaupt keine sinnvolle Rede. Diese Feststellung erläuterte Aristoteles an der Frage, welche Eigenschaft einem Ding zukommt. Eine solche Frage muss man eindeutig beantworten können.

„Denn es ist allerdings ganz gut möglich, dass dasselbe zugleich Mensch und weiß sei, aber dennoch muss man auf die Frage, ob man dies mit Wahrheit Mensch nennen kann oder nicht, nur das antworten, was Eines bezeichnet, und nicht hinzufügen, dass es auch weiß und groß ist. Denn es ist unmöglich, die Akzidenzien alle anzuführen, da ihrer unendlich viele sind;“

Ohne dass man annimmt, dass es eine Substanz gibt, von der etwas ausgesagt werden kann, gäbe es keinen Bezug und damit auch kein Sein, über das man reden kann. „Etwas als Wesen eines Dinges bezeichnen heißt aussagen, dass es sein eigentümliches Sein in nichts anderem habe.“ (1007 a 35 – 37)
In den folgenden Kapiteln wandte sich Aristoteles gegen die traditionellen Denkrichtungen, die zu einer Relativierung der Grundprinzipien führen. So etwa gegen Protagoras und Anaxagoras, die gelehrt haben sollen, dass einem Ding zugleich sein Gegenteil zukommt. Wahrheit kann für Aristoteles nicht an subjektive Maßstäbe gebunden werden. Für ihn gilt das Prinzip der Zweiwertigkeit von Aussagen.

„Denn wenn alles, was jemand meint oder was ihm scheint, wahr ist, so muss alles zugleich wahr und falsch sein; denn viele haben einander entgegengesetzte Meinungen und glauben, dass die, welche nicht dasselbe meinen, im Irrtum seien.“

Der Satz vom Widerspruch gilt nur, wenn er von demselben Ding zu derselben Zeit ausgesagt wird.
„Denn dem Vermögen nach kann dasselbe zugleich Entgegengesetztes sein, der Wirklichkeit (Vollendung) nach aber nicht.“ (1009 a, 44–46)
Eine Straße kann nicht zugleich nass und trocken sein. Es besteht aber jederzeit die Möglichkeit, dass sie das eine oder das andere ist. Aristoteles wandte sich in diesem Rahmen auch gegen einen naiven Realismus, den er bei Demokrit, Empedokles, Parmenides und auch Anaxagoras sah. Ihr Irrtum liege darin, dass sie Sinneswahrnehmung gleich wahr setzten.

„Die Ursache dieser Ansicht nun lag für sie darin, dass sie bei der Forschung nach der Wahrheit des Seienden nur das Sinnliche für Seiendes hielten; in diesem aber ist die Natur des Unbestimmten und dessen, was auf die bezeichnete Weise ist, vorherrschend. Daher sprechen sie zwar begreiflicherweise so, aber Wahres sprechen sie nicht.“

Auch gegen die Schule Heraklits und gegen Kratylos, die im Gegensatz zu den Vorgenannten alles als nicht fassbare Veränderung auffassten, richtete sich Aristoteles mit dem Argument, dass in jedem Werden ein Seiendes eine gewisse Stabilität hat, dadurch dass die Veränderungen nicht sämtliche Eigenschaften betreffen. Etwas, das entsteht, entsteht aus etwas und wird zu etwas. Als zusätzliche Begründung verwies Aristoteles auf die Unveränderlichkeit des Alls. Gegen die einfache Auffassung, dass Sinneswahrnehmung ein wahres Bild der Welt liefert, verwies Aristoteles auf den Unterschied von Erscheinung und Vorstellung. (Vgl. 1010 b) Auch antirealistische Auffassungen wie, dass etwas zu sein aufhört, wenn es nicht mehr wahrgenommen wird, wies er zurück.

„Denn die Sinneswahrnehmung ist ja doch nicht Wahrnehmung ihrer selbst; sondern es muss etwas davon Verschiedenes außer der Sinneswahrnehmung existieren (sc. die Dinge), was dieser selbst notwendig vorausgehen muss.“

Die kritisierten Ansichten resultieren nach Aristoteles aus der falschen Vorstellung, man könne die Prinzipien des menschlichen Denkens beweisen. „Solche Schwierigkeiten kommen der Frage gleich, ob wir jetzt schlafen oder wachen.“ (1011 a, 8 – 9)
Wer eine solche Frage stellt, für den ist die Antwort schon evident. Wer den Beweis der Existenz des Gegenteils fordert, unterstellt bereits, dass das Gegenteil existiert.
Am Ende des Buches IV (Kapitel 7 – 8) befasste sich Aristoteles noch mit dem Satz vom ausgeschlossenen Dritten:

„Ebenso wenig kann es zwischen den beiden Gliedern des Widerspruchs etwas geben, sondern man muss notwendig jeweils Eines von einem entweder bejahen oder verneinen.“

Der oft entstehende Irrtum besteht darin, dass man Grau als Mittleres zwischen Schwarz und Weiß betrachtet. Aber das Konträre zu Weiß ist nicht Schwarz, sondern Nicht-Weiß. Zwischen Gerade und Ungerade bei den Zahlen gibt es kein Mittleres. Der Grund dieses Prinzips ist, dass die Wahrheit einer Aussage an den Begriff und dessen Bedeutung gebunden ist.

## Das primär Seiende (Buch VII bis IX)
In den Büchern VII, VIII, IX (Ζ, Η, Θ) entwickelt Aristoteles seine Theorie des primär Seienden (prote ousia), das eine zentrale Stellung in seinem Werk einnimmt. Die in den Büchern VII bis IX vorgestellte Theorie ist elaborierter als seine früher entstandene Lehre von der ersten und zweiten Ousia in der Kategorien-Schrift.
Grundlage der Substanztheorie ist die Lehre des Hylemorphismus, die besagt, dass Dinge aus zwei Komponenten zusammengesetzt sind:
- Stoff bzw. Materie (hýlē) und
- Form (morphê oder eidos).

Zur Veranschaulichung nennt Aristoteles das Beispiel einer Bildsäule: Sie ist zusammengesetzt aus der Gestalt (z. B. einer dargestellten Götterfigur) und dem vom Bildhauer bearbeiteten Material (z. B. Erz). Die Form gibt der Materie eine Bestimmung, und beide zusammen ergeben die Bildsäule als Gegenstand (synholon).
Was ist nun unter „primär Seiendes“ zu verstehen? Es ist etwas, das als Bestandteil von Dingen seinsbestimmend ist, also ein Prinzip oder eine Ursache für das Sein der Dinge. Was dieses seinsbestimmende Prinzip nun inhaltlich sein kann, dafür kommen verschiedene Möglichkeiten in Betracht. In Buch VII, Kapitel 3 nennt Aristoteles vier mögliche Kandidaten:
- das Zugrundeliegende (hypokeimenon),
- das „was es heißt dies zu sein“[6] (to ti ên einai),
- das Allgemeine (katholou),
- die Gattung (genos).

In Kapitel 3 diskutiert er das Zugrundeliegende, in den Kapiteln 4 bis 6 das „was es ist dies zu sein“ und in den Kapiteln 13 bis 16 das Allgemeine einschl. der Gattung hinsichtlich ihrer Eignung als primär Seiendes im oben genannten Sinne.

### Das Zugrundeliegende
Aristoteles diskutiert drei mögliche Kandidaten für das Zugrundeliegende:
1. Materie (hýlē)
2. Form (morphḗ)
3. Das aus beiden Zusammengesetzte (to ex touton)

Gegen die Materie führt Aristoteles die folgenden Gegenargumente an: Wenn die Materie das Zugrundeliegende wäre, dann nur, wenn Materie dasjenige bezeichne, was primär ist. Die Materie im primären Sinne ist aber frei von jeglichen Bestimmungen, seien sie quantitativer (z. B. Länge, Höhe etc.), seien sie qualitativer (Farbe, Beschaffenheit etc.) Natur. Damit kann die Materie nicht das Zugrundeliegende sein, da sie in einem primären Sinne absolut unbestimmt ist, während das Zugrundeliegende bestimmt ist. Die Annahme führt also zu einem Widerspruch, was zeigt, dass die Materie nicht das Zugrundeliegende, und damit das Wesen, sein kann.
Das aus beiden Zusammengesetzte kann nicht ousia sein, da es sich bei Zusammengesetzten um konkrete Dinge handelt. Damit bleibt nur mehr (2) als möglicher Kandidat für das Zugrundeliegende und damit das primär Seiende übrig.

### Das „was es heißt dies zu sein“
Das „was es heißt dies zu sein“, ein von Aristoteles gebildetes Kunstwort, wird von Aristoteles in Kapitel 4 (Buch Z) wie folgt definiert: das „was es heißt dies zu sein“ ist das, was von dem Ding an sich ausgesagt wird. In dem Originaltext verwendet Aristoteles kath'hauto, was sich mit „in Bezug auf die Sache selbst“ übersetzen lässt. Es ist also das, was ein Ding an sich oder eigentlich ist. Im Laufe des Buches Z wird das „was es heißt dies zu sein“ mit der Form identifiziert, wobei Form, anders als in Kapitel 3, nicht mehr mit morphḗ, sondern mit eidos bezeichnet wird. Dabei gilt zu beachten, dass eidos mehrdeutig verwendet wird, nämlich sowohl als Art als auch als Form.
Als Art (species) bestimmt das eidos, was den Dingen gemein ist – in diesem Sinne ist das eidos allgemein. Von Einzeldingen wie Sokrates, Platon, und Kallias wird die Art „Mensch“ ausgesagt.
Wie das eidos im Sinn der Form zu verstehen ist, ist kontrovers. Es wird meist davon ausgegangen, dass auch die Form allgemein ist und erst zusammen mit der Materie einen individuellen Gegenstand konstituiert. Anders ausgedrückt, das eidos gibt der Materie erst seine Bestimmung. Bsp. „Der Körper von Sokrates hat Menschengestalt.“ Die bestimmungslose Körpermaterie (Kohlenstoff-, Wasserstoff-, Sauerstoffatome u. a.) erhält erst durch Angabe der Form, nämlich Menschengestalt, seine Was-Bestimmung. Es gibt aber auch Interpretationen, die davon ausgehen, dass die Form individuell ist (siehe Frede und Patzig).

### Das Allgemeine und die Gattung

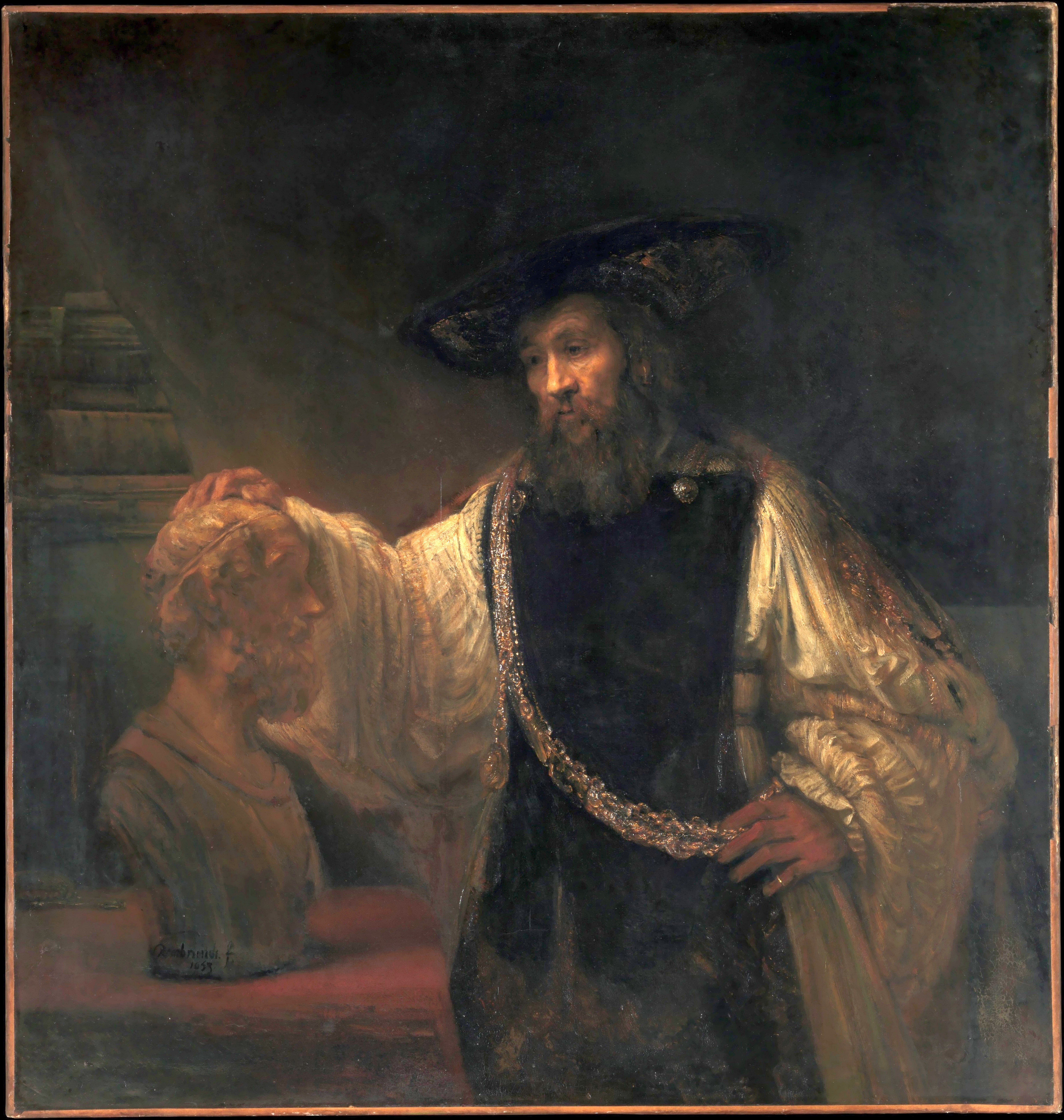
Aristoteles vor der Büste des Homer

Das Allgemeine fungiert nach der Auffassung Platons und der Akademiker als Ursache der Dinge, wobei Ursache als „ausschlaggebend für die Entstehung der Dinge“ zu verstehen ist. In Kapitel 17 des Buches Z wird das primär Seiende mit der Ursache identifiziert. Das Allgemeine, so Platon, ist ein Gemeinsames für Vieles. Aristoteles stimmt dem zu. Darüber hinaus ist das Allgemeine (bei Platon „Ideen“ genannt) verschieden vom Einzelnen. Hier aber setzt Aristoteles’ Kritik an der platonischen Lehre an: Die ewigen und unveränderlichen Ideen sind nicht nur verschieden von den Einzeldingen, sondern auch getrennt; sie sind in getrennten Seinssphären oder Welten angesiedelt (Chorismos-Vorwurf).
Um die Getrenntheit von Einzelnem und Allgemeinem zu umgehen, muss die Identität beider angenommen werden. Das ist so zu verstehen, dass das Allgemeine in den Einzeldingen vorhanden und somit untrennbar mit ihnen verbunden ist. Mittels Abstraktion, also einer geistigen Leistung, die unwesentliche Eigenschaften der Einzeldinge herausfiltert, gelangt man zur Erkenntnis des Allgemeinen als der wesentlichen Eigenschaften der Dinge. Das Allgemeine ist aber in den Dingen innewohnend, kann also nicht unabhängig von ihnen existieren. Damit erfüllt es nicht die Anforderung, selbständig existieren zu können, kann also nicht Zugrundeliegendes sein und kommt daher auch nicht als Substanz in Frage.
Die skizzierte Argumentation begründet die aristotelische Auffassung zum Universalienproblem, die als gemäßigter Realismus bezeichnet wird, im Gegensatz zur Auffassung des Platonismus, die eine unabhängige Existenz des Allgemeinen vor allem Einzeldinglichen postuliert.

## Vergängliches, Kosmologie und Natürliche Theologie (Buch XII)
Das XII. Buch stellt im gesamten Zusammenhang der Metaphysik erneut einen Bruch dar. Es ist eine völlig eigenständige Abhandlung über die Metaphysik. Dennoch ist seine Einordnung an dieser Stelle der Metaphysik sinnvoll. Es befasst sich nicht mehr mit der Untersuchung des Seienden als Seienden, sondern wechselt die Blickrichtung. Nunmehr sind die letzten Prinzipien (arche) und Ursachen (aition) der Substanzen Gegenstand der Untersuchung von Aristoteles. Die Substanz an sich (ousia) ist die Grundlage aller Untersuchungen, denn
- Ob bei einem Ganzen oder einer Reihenfolge: die Substanz ist immer vorrangig vor Qualität und Quantität.
- Das übrige Seiende (Eigenschaften) ist abhängig von der Substanz.
- Nur die Substanz ist selbständig abtrennbar.
- Alle Philosophen, die erste Prinzipien gesucht haben, haben die Substanz zum Gegenstand gemacht.

Aristoteles unterschied eingangs zu Buch XII drei Arten der Substanz (vgl. 1069 a 30 – 35)
- sinnlich wahrnehmbar und vergänglich = konkrete Einzeldinge
- sinnlich wahrnehmbar und ewig = Himmelskörper
- nicht sinnlich wahrnehmbar und ewig = unbewegter Beweger

Um die Prinzipien von Substanz zu verstehen, ist es ein erster Schritt, sich mit den Prinzipien der wahrnehmbaren Substanz zu befassen. Daher untersuchte Aristoteles zunächst in den Kapiteln (2) bis (5) die sinnlich wahrnehmbaren Substanzen in einer Art phänomenologischen Betrachtung. Insofern hier Dopplungen zu den Substanzbüchern entstehen, zeigt sich der eigenständige Charakter des XII. Buches. Die Kapitel (6) bis (10) befassen sich dann mit dem unbewegten Beweger selbst, einer Betrachtung, die in den Substanzbüchern fehlt. Der Zusammenhang zu den wahrnehmbaren Substanzen bleibt aber auch in diesen Kapiteln erhalten.
Ein grundsätzliches Prinzip der wahrnehmbaren Substanzen ist, dass sie der Veränderung unterliegen. Veränderung kann nach Aristoteles bedeuten, dass die Materie (hyle) selbst sich verändert (Holz statt Stein) oder dass die vorhandene Materie sich in Hinblick auf Qualität, Quantität oder den Ort verändert. Veränderung beinhaltet einen Gegensatz, zum Beispiel von Weiß zu Nicht-Weiß. Dieser Gegensatz ist aber nicht beliebig. Ein Ton ist auch nicht-weiß, kann aber keinen Gegensatz zu Weiß bilden. Veränderung ist also an die der Substanz zugrunde liegenden Materie gebunden. Wenn die Materie selbst sich verändert, ist dies ein Vorgang (Prozess) des Werdens und Vergehens einer Substanz, eines Einzelgegenstandes als solchem. Veränderung bedeutet einen Übergang von Möglichkeit zu Wirklichkeit. Nichtseiendes der Möglichkeit nach sind aber nur Akzidenzien. Denn eine Substanz entsteht nicht aus Nichts, sondern nur aus zugrunde liegenden Substanzen. Der Unterschied der ewigen Himmelskörper zu den veränderlichen Substanzen besteht darin, dass sie nur räumlichen Veränderungen unterliegen.
Die Veränderung ist ein Prozess, dessen Elemente Materie und Form sowie die Formberaubung (Privation) sind. Formberaubung ist beispielsweise das Nasswerden einer trockenen Straße. Materie und Form, die ein Gegenstand am Ende einer Veränderung erreicht, sind nicht etwas, was durch die Veränderung entsteht. Veränderung entsteht durch einen Anstoß von außen, ein „erstes Bewegendes“. Materie ist das, was sich verändert, und Form ist das, worin es sich verändert. Beides ist selbst nicht Ursache. Die Ursache für die Entstehung einer Substanz kann nach Aristoteles sein
- ein Drittes – dann entsteht etwas durch Kunst Geschaffenes
- das Ding selbst – dann ist es durch die Natur geschaffen
- Zufall (bezogen auf etwas Hergestelltes)
- Spontaneität (ein von ungefähr: bezogen auf die Natur)

Jede Substanz entsteht aus etwas Synonymen. Synonym heißt für Aristoteles hier nicht begrifflich identisch, sondern aus derselben Art; also entstehen Rosen aus Rosen und Menschen aus Menschen. Bei Artefakten ist die Ursache der Plan wie bei einem Haus der Plan des Architekten oder bei einer Skulptur die Vorstellung des Künstlers. Substanz ist zum einen das Einzelding, zum anderen aber auch jeweils die Materie und die Form, wenn man letztere als Prinzip auffasst, also ihrem Wesen (ihrer Substanz) nach. Materie ist das Zugrundeliegende (hypokeimenon). In der Materie steckt die Möglichkeit für ein Einzelding. Die Form macht die Materie zu einem Einzelding, einem „Dies da“ (tode ti). Durch die Form wird aus dem Artbegriff „Mensch“ der einzelne Mensch, „dieser Mensch da“. Während die Bewegungsursache zeitlich vor der Substanz bestehen muss, existiert die Formursache immer zugleich und in dem jeweiligen Einzelding.
Der nächste Schritt der Substanzanalyse (Kapitel 4) führte Aristoteles zu den Arten und Gattungen und der Frage der Identität.

„Die Ursachen und die Prinzipien sind in einem Sinne bei Verschiedenem verschieden, in anderem Sinne dagegen, wenn man nämlich im Allgemeinen und der Analogie nach von ihm spricht, bei allen dieselben.“

Es gibt für Substanzen verschiedene Ebenen der Identität. Numerisch identisch sind Individuen. Arten und Gattungen sind mehrstufige Prinzipien. Menschen sind der Art nach untereinander identisch wie sie auf einer höheren Ebene als Gattung der Lebewesen Identisches beinhalten. Schließlich gibt es noch Arten und Gattungen übergreifende Identitäten, zum Beispiel Farben. Hierzu zählt auch die Tatsache, dass jede vergängliche Substanz Materie, Formberaubung und Form beinhaltet. Im Beispiel von Aristoteles ist das Ding eine Farbe, die Materie eine Fläche (als Träger), die Form weiß und die Formberaubung schwarz.
Die Formursache ist etwas im Einzelding Enthaltenes. Die Bewegungsursache ist hingegen für einen Gegenstand etwas Externes, das nicht Element des Bewegten ist. Die Materie eines Körpers kann die Form des Krankseins haben. Durch die Bewegungsursache der Heilkunst wird die Gesundheit zur Formberaubung der Krankheit.
Die Prinzipien, die für Substanzen gültig sind, gelten in gleicher Weise für Akzidenzien und Veränderungen, da diese unselbständig und von Substanzen abhängig sind. Diese Überlegung kann man auch auf das Allgemeine, also Arten und Gattungen, übertragen. Dabei muss man allerdings beachten, dass das Einzelne das Prinzip des Einzelnen ist.

„Der Mensch im allgemeinen ist zwar Prinzip des Menschen, aber es gibt keinen Menschen im allgemeinen, sondern Peleus ist das Prinzip des Achilles, dein Prinzip ist dein Vater, und dieses bestimmte B ist Prinzip des BA schlechthin.“

Man kann zwar in allgemeiner Form sagen, dass ein Vater Kinder hat, aber die tatsächliche Beziehung Vater-Kind besteht nur zwischen konkreten Einzelpersonen. Ähnliches gilt auch für Relativa und qualitative Eigenschaften.

„In gewissem Sinne nämlich, der Analogie nach, sind es dieselben: Stoff, Form, Formberaubung, Bewegendes, und in gewissem Sinne sind auch die Ursachen der Wesen [Substanzen] Ursachen von allem, weil mit ihrer Aufhebung das übrige [die Eigenschaften] mit aufgehoben wird. In anderem Sinne aber sind die ersten Ursachen andere, nämlich die Gegensätze, welche weder als allgemeine Gattungen ausgesagt, noch in verschiedenen Bedeutungen gebraucht werden, und ferner die Stoffe [Materie].“

Nach der Erörterung der Prinzipien der wahrnehmbaren Substanzen wandte sich Aristoteles ab dem 6. Kapitel der Betrachtung der ewigen unbewegten Substanz(en) zu. Gleich zu Beginn stellte er das zu lösende Problem vor: Es muss notwendig eine ewige, unbewegte erste Substanz geben. Gäbe es diese nicht, so wäre alles vergänglich. Dies würde aber bedeuten, dass es eine Substanz überhaupt nicht geben könnte.

„Unmöglich aber kann die Bewegung entstehen oder vergehen; denn sie war immer. Ebensowenig die Zeit; denn das Früher und Später ist selbst nicht möglich, wenn es keine Zeit gibt.“

Eine Bewegung ohne Entstehen oder Vergehen, ohne Anfang und Ende, ist die Kreisbewegung (Vgl. Physik, VIII, 8) Sie ist ewig und kontinuierlich. Als Urgrund muss sie auch stets wirklich sein. Denn wenn sie nur der Möglichkeit nach bestünde, würde alles Werden unterbrochen, und das ist unmöglich.
Mit dem 7. Kapitel wechselte Aristoteles von der rein begrifflichen Analyse zur Betrachtung der physikalischen Phänomene. Die wahrnehmbare Kreisbewegung ist am Himmel zu finden, der demnach für ihn ewig sein dürfte. Da der Himmel aber selbst bewegt ist, bedarf auch dieser einer Ursache, durch die er bewegt wird. Diese erste Ursache muss unbewegt sein, weil man sonst in einen unendlichen Regress der Ursachen gerät. Sie muss nach den vorhergehenden Überlegungen ewig, eine Substanz und wirklich sein.
Aristoteles sah in der Kreisbewegung der Fixsterne ein Streben nach Ewigkeit und Kontinuität. Indem der unbewegte Beweger Auslöser dieses Strebens ist, verursacht er die Kreisbewegung. Danach ist die Verursachung kein materieller, sondern ein geistiger Vorgang. Die ursprüngliche Substanz löst Bewegungen dadurch aus, dass sie Zielursache (causa finalis) ist. Dass so etwas denkbar ist, zeigt sich für Aristoteles am Verhältnis von Vernunft und menschlichem Handeln.

„Denn Gegenstand des Begehrens ist dasjenige, was als schön erscheint, Gegenstand des Willens ist an sich das, was schön ist. Wir erstreben aber etwas vielmehr, weil wir es für gut halten, als dass wir es für gut hielten, weil wir es erstreben. Prinzip ist die Vernünftigkeit. Die Vernunft wird vom Intelligiblen bewegt, intelligibel aber an sich ist die eine Reihe der Zusammenstellung (der Gegensätze); in ihr nimmt das Wesen [die Substanz] die erste Stelle ein, und unter diese die einfache, der wirklichen Tätigkeit [energeia] nach existierende (Eines aber und Einfachheit ist nicht dasselbe; denn das Eine bezeichnet ein Maß, das Einfache aber ein bestimmtes Verhalten), aber auch das Schöne und das um seiner selbst willen Erstrebbare findet sich in derselben Reihe, und das erste (als Prinzip) ist entweder das beste oder dem analog.“

Das erste Prinzip enthält also nach Aristoteles die obersten einfachen Begriffe wie das Gute, das Schöne, das erste Erstrebbare. Das Gute, Schöne usw. wird nicht erst gut, schön usw. durch das Streben. Es sind objektive Eigenschaften, nach denen die Vernunft strebt. Die Vernunft als etwas nicht Materielles bewegt das Handeln und damit konkrete Gegenstände. Entsprechend bewegt die ursprüngliche Substanz nicht nur die Fixsterne, sondern mittelbar auch alle anderen Dinge (die ganze Natur), indem diese sich nach der Zielursache richten.
Die erste Substanz ist reines Denken; da sie ewig und kontinuierlich ist, ist sie eine immer aktive Vernunfttätigkeit. Für den Philosophen Aristoteles ist reine Vernunfttätigkeit das höchste anzustrebende Prinzip, das was im höchsten Maße Lust vermittelt. Als das Oberste und Beste ist die Vernunfttätigkeit auch zugleich die Vernunft selbst, die sich selbst zum Gegenstand hat. Dem Menschen ist die beständige Dauer des höchsten Prinzips unmöglich, in der ersten Substanz hingegen ist die Vernunft immerwährend. Diese ewige Vernunfttätigkeit ist das beste Leben überhaupt und dieses beste Leben bezeichnete Aristoteles als Gott. Gott ist die Form des Lebens, in der das Streben nach dem Höchsten, nach der reinen Vernunfttätigkeit, ewig und kontinuierlich verwirklicht ist. Gott war für Aristoteles etwas, das sich aus der Bestimmung der ersten Substanz ergibt, etwas, das seine Entsprechung in der Vernunfttätigkeit hat. Die erste Substanz weist nach Aristoteles folgende Merkmale auf:

„Dass es also ein ewiges, unbewegtes, von der Sinnlichkeit getrennt, selbständig existierendes Wesen gibt, ist aus dem Gesagten klar. Es ist aber auch erwiesen, dass dieses Wesen [diese Substanz] keine Größe haben kann, sondern unteilbar ist. […] Aber es ist auch ferner erwiesen, dass es keiner Affektion und keiner Qualitätsveränderung unterworfen ist.“

Der Status des 8. Kapitels ist unter den Aristoteles – Forschern umstritten. In diesem Kapitel wird von Aristoteles untersucht, ob mehrere und wie viele nicht-wahrnehmbare erste Substanzen existieren. Dabei setzte er sich mit der Struktur der Himmelssphären auseinander und stützte sich auf Ergebnisse des Astronomen Kallippos, dem er erst während seiner zweiten Athener Periode (nach 330 v. Chr.) begegnet sein konnte. Andererseits wurde das Buch XII aufgrund anderer Hinweise als relativ frühe Schrift im Vergleich zu den übrigen Büchern der Metaphysik eingestuft. Daher schlossen einige Interpreten, dass das 8. Kapitel nachträglich eingefügt wurde. Hierfür spricht auch, dass man zwischen dem siebten und dem neunten Kapitel unmittelbare Anknüpfungspunkte finden kann. Andere Interpreten sehen keinen großen inhaltlichen Bruch und auch schon in den vorhergehenden Büchern Hinweise auf mehrere erste Substanzen.
Dass die Himmelskörper nicht einfachen Kreisbahnen folgen, erklärte die antike Astronomie mit unterschiedlichen, sich gegenseitig überlagernden Sphären, die sich wechselseitig beeinflussen. Mit 26 Sphären war in der Platonischen Akademie von Eudoxos ein entsprechendes Modell entworfen worden. Kallippos hatte das Modell erweitert und Aristoteles hatte selbst zusätzliche Sphären eingeführt, um die Himmelsbewegungen genauer beschreiben zu können, und kam so auf insgesamt 55 Sphären.
Die Anzahl erster Substanzen ergibt sich aus der Anzahl der (angenommenen) Sphären, die für die Bewegung der Himmelskörper verantwortlich sind. Dabei unterstellte Aristoteles nicht, dass die gefundene Anzahl der Sphären die notwendig richtige Anzahl war. Entscheidend ist nur der prinzipielle Zusammenhang. Trotz der verschiedenen Sphären anerkannte Aristoteles nur ein Universum, der es gibt nur einen ersten unbewegten Beweger. Die die jeweiligen Himmelssphären beeinflussenden unbewegten Beweger sind von diesem ersten, der die Sphäre der Fixsterne bestimmt, abhängig. Über die Art des Zusammenhangs findet sich allerdings bei Aristoteles keine Aussage.
In einem abschließenden Abschnitt des 8. Kapitels versuchte Aristoteles die Theorie von den unbewegten Bewegern mit der traditionellen Religion zu versöhnen.

„Von den alten und den Vätern aus uralter Zeit ist in mythischer Form den Späteren überliefert, dass die Gestirne Götter sind und das Göttliche die ganze Natur umfasst. Das übrige ist dann in sagenhafter Weise hinzugefügt zur Überredung der Menge und zur Anwendung für die Gesetze und das allgemeine Beste. Sie schrieben ihnen nämlich Ähnlichkeit mit den Menschen oder anderen lebendigen Wesen zu und anderes dem Ähnlichen und damit Zusammenhängendes. Wenn man hiervon absehend nur das erste selbst nimmt, dass sie nämlich die ersten Wesen [Substanzen] für Götter hielten, so wird man darin einen göttlichen Ausspruch finden, […]“

Aristoteles sah das Göttliche im Prinzip des unbewegten Bewegenden. Alle positive Religion ist vom Menschen hinzugefügt und hat den Zweck ein Regelwerk zum Wohl der Gemeinschaft zu machen.
Im 9. Kapitel wandte sich Aristoteles dann wieder der Vernunft als dem Prinzip der ersten Substanz zu. Diese ist unter den Phänomenen zwar die Göttlichste, aber man muss begründen, warum das so ist. Indem Aristoteles von einem Phänomen sprach, wird erkennbar, dass er keinen Unterschied zwischen göttlicher und menschlicher Vernunft machte. Bereits im 7. Kapitel hatte er darauf hingewiesen, dass der Unterschied zum Menschen darin besteht, dass Gott ewig, kontinuierlich und immer wirklich über die Vernunft verfügt. Aristoteles sprach also de facto über die menschliche Vernunft und übertrug seine Überlegungen in Analogie auf die göttliche Vernunft.
Das Sein der Vernunft ist eine Denktätigkeit. Denken ist immer auf etwas gerichtet. Damit aber die erste Substanz mit der Vernunft gleichgesetzt werden kann, darf das Denken nichts enthalten, was nicht das Höchste und Beste ist. Also kann die Vernunft nur sich selbst zum Gegenstand haben. Aristoteles beschrieb das mit der berühmten Formel „das Denken des Denkens ist Denken“ (noesis noeseos noesis – 1074 b 34). Da das Denken eigentlich to noein heißt und die Bedeutung von noesis auch Vernunfttätigkeit beinhaltet, kann man zur Erhöhung der Verständlichkeit auch sagen: Vernunfttätigkeit ist Denken des Denkens. Und in der ersten Substanz befasst sich die Vernunft nur mit dem Höchsten und Besten.
Im 10. Kapitel betonte Aristoteles noch einmal, dass die erste Substanz das Ziel ist, auf das alles ausgerichtet ist, ähnlich wie Menschen, Tiere und selbst Pflanzen ein Streben in sich haben. Dann wandte er sich anderen philosophischen Auffassungen zu, um zu überprüfen, inwieweit deren Lösungen mit seiner Ableitung des unbewegten Bewegers gleichwertig sind. Dabei lehnte er Entwicklungsprinzipien ab, die auf Gegensätzen beruhen, weil man damit auch das Schlechte zu einem obersten Prinzip macht. Platon hatte wie Empedokles und Anaximander das Gute als oberstes Prinzip genannt. Bei Platon findet sich jedoch keine Begründung für die Bewegung. Diese ist bei Empedokles Freundschaft. Aristoteles kritisierte hieran, dass Freundschaft auch an Materie gebunden ist. Weiter lehnte er bei Empedokles ab, dass dieser vom Streit als Gegenprinzip ausging. Anaximander hatte das Gute sogar als Bewegungsursache angenommen, aber keine Zielursache genannt. Aristoteles vermisste weiterhin an anderen Lösungen, dass sie keine Erklärungen für die Unterscheidung von Vergänglichem und Unvergänglichem böten. Er betonte schließlich, dass nur mit seiner Lösung die Einheit der Dinge begründet werde und unterstrich dieses mit einem Zitat aus der Ilias als Schlusswort des XII. Buches: „Nimmer ist gut eine Vielherrschaft; nur Einer sei Herrscher.“ (Ilias 2.204)

## Ausgaben, Kommentare, Übersetzungen
- Aristotelis Metaphysica. 2 Bände, hrsg. von Hermann Bonitz, Marcus, Bonn 1848–1849. (griechischer Text mit lateinischem Kommentar) Digitalisat Pars Prior, Pars Posterior
- Aristoteles: Metaphysik. Übersetzt von Hermann Bonitz, hrsg. von Eduard Wellmann, Georg Reimer, Berlin 1890. Digitalisat
- Aristotelis Metaphysica. Nova impressio correctior, editio stereotypa. Hrsg. von Wilhelm von Christ, Bibliotheca Teubneriana, Leipzig 1906. Digitalisat
- Aristotle: Metaphysics. Griechisch–Englisch, 2 Bände, übersetzt von Hugh Tredennick, Loeb Classical Library, London, New York und Cambridge (MA) 1933–1935.
- Aristotle’s Metaphysics. A revised text with introduction and commentary. 2 Bände, hrsg. von W. D. Ross, Clarendon Press, Oxford 1924, 2. Auflage 1953.
- Aristotelis Metaphysica. Hrsg. von Werner Jaeger, Oxford Classical Texts, Oxford 1957. (maßgebliche textkritische Ausgabe)
- Aristoteles: Metaphysik. Übersetzt von Friedrich Bassenge, Akademie Verlag, Berlin 1960. (Neuausgabe: Berlin 1990, ISBN 978-3-05-000695-6)
- Aristoteles: Metaphysik. Übersetzt von Hermann Bonitz, mit Gliederungen, Register und Bibliographie hrsg. von Héctor Carvallo und Ernesto Grassi, Rowohlt, Reinbek bei Hamburg 1966. (Neuausgabe: Reinbek bei Hamburg 1994, ISBN 978-3-499-55544-2)
- Aristoteles: Metaphysik. Schriften zur Ersten Philosophie. Hrsg. und übersetzt von Franz F. Schwarz, Reclam, Stuttgart 1970, ISBN 978-3-15-007913-3.
  - Aristoteles: Metaphysik. Schriften zur Ersten Philosophie. Übersetzt und herausgegeben von Franz F. Schwarz. Vollständig durchgesehen, überarbeitet und mit einem Nachwort versehen von Wolfgang Detel. Reclam, Stuttgart 2023, ISBN 978-3-15-014289-9. (enthält neben einem Inhaltsverzeichnis der Metaphysik ein Glossar der Grundbegriffe sowie ein Begriffs- und ein Namensregister)
- Michael Frede, Günther Patzig: Aristoteles ‚Metaphysik Z‘. Text, Übersetzung und Kommentar. 2 Bände, Beck, München 1988, ISBN 978-3-406-31918-1.
- Aristoteles: Metaphysik. Griechisch–Deutsch, 2 Bände, mit Einleitung und Kommentar hrsg. von Horst Seidl, Neubearbeitung der Übersetzung von Hermann Bonitz, griechischer Text nach der Edition von Wilhelm von Christ:
  - Erster Halbband (Bücher I–VI), 3., verbesserte Auflage, Meiner, Hamburg 1989, ISBN 978-3-7873-0932-0.
  - Zweiter Halbband (Bücher VII–XIV), 3., verbesserte Auflage, Meiner, Hamburg 1991, ISBN 978-3-7873-1021-0.
- Aristoteles: Metaphysik. In: Philosophische Schriften. Band 5, Neubearbeitung der Übersetzung von Hermann Bonitz durch Horst Seidl, Meiner, Hamburg 1995. (einsprachige Studienausgabe; Neuausgabe: Hamburg 2019)
- Aristoteles: Metaphysik. Übersetzt von Thomas A. Szlezák, Akademie Verlag, Berlin 2003, ISBN 978-3-05-003879-7.
- Aristoteles: Metaphysik. Übersetzt und kommentiert von Hans Günter Zekl, Königshausen & Neumann, Würzburg 2003, ISBN 978-3-8260-2555-6.
- Aristoteles: Metaphysik. Bücher VII und VIII. Griechisch–Deutsch. Übersetzt und kommentiert von Wolfgang Detel unter Mitarbeit von Jula Wildberger, Suhrkamp Studienbibliothek, Frankfurt am Main 2009, ISBN 978-3-518-27017-2.